# Хочолава Гіві Костянтинович
Гіві Костянтинович Хочолава (груз. გივი ხოჭოლავა; нар. 1932 — пом. грудень 2014) — радянський грузинський футболіст, захисник.

## Життєпис
Народився 1932 року. На початку кар'єри виступав за команди «Динамо» Зугдіді (1950—1952) та «Динамо» Кутаїсі (1952—1953). У 1954 році перейшов у тбіліське «Динамо», у складі якого провів 9 сезонів та 152 матчі в чемпіонаті СРСР. Бронзовий призер чемпіонату СРСР 1959 року та фіналіст Кубку СРСР 1959/60. У складі збірної Грузинської РСР на літній Спартакіаді народів СРСР 1956 став фіналістом футбольного турніру. Помер у грудні 2014 року.

## Досягнення

### Командні
«Динамо» (Тбілісі)
- Вища ліга СРСР
  -  Бронзовий призер (1): 1959

- Кубок СРСР
  -  Фіналіст (1): 1960

Грузинська РСР
- Спартакіада народів СРСР
  -  Фіналіст (1): 1956

### Особисті
- Майстер спорту СРСР: 1956